# هيني كوينتيميير
هيني كوينتيميير (بالهولندية: Hennie Quentemeijer)‏ (1920 – 22 أبريل 1974) هو ملاكم هولندي راحل، مثّل بلاده في الألعاب الأولمبية الصيفية 1948.

## روابط خارجية
هيني كوينتيميير على موقع بوكس ريك (الإنجليزية) (registration required)
- هيني كوينتيميير على موقع أوليمبيديا (الإنجليزية)